# Aristau
Aristau é uma comuna da Suíça, no Cantão Argóvia, com cerca de 1.263 habitantes. Estende-se por uma área de 8,63 km², de densidade populacional de 146 hab/km². Confina com as seguintes comunas: Besenbüren, Boswil, Jonen, Merenschwand, Muri, Ottenbach (ZH), Rottenschwil.
A língua oficial nesta comuna é o Alemão.